# Toco (gemeente)
Toko of Toco is een gemeente (municipio) in de Boliviaanse provincie Germán Jordán in het departement Cochabamba. De gemeente telt naar schatting 7.406 inwoners (2018). De hoofdplaats is Toco.
De gemeente bestaat uit 1 kanton.